# Це прокляте дівчисько
«Це прокляте дівчисько» або «Мамзель Піга́ль» (фр. Cette sacrée gamine, Mam'zelle Pigalle) — французька романтична кінокомедія 1956 року за участю Бріжіт Бардо.

## Сюжет
Власник нічного клубу в Парижі Поль Лятур має проблеми із законом — його обвинувачують в організованій торгівлі підробленою валютою. Поль просить Жана Клері, артиста клубу, дати притулок його юній доньці Бріжіт на час, поки він улагодить свої проблеми. У Жана нещодавно почався роман з Лілі, його психоаналітиком, однак з появою в його домі жвавої й зухвалої Бріжіт його особисте життя пішло шкереберть.

## У ролях
- Бріжіт Бардо — Бріжіт Лятур
- Жан Бретоньєр — Жан Клері
- Франсуаз Фабіан — Лілі Роше-Вілльдьє
- Міша Ауер — Ігор
- Бернар Ланкре — Поль Лятур
- Марсель Шарве — Луї Дюбре
- Жан Пуаре — перший інспектор
- Мішель Серро — другий інспектор
- Робер Рої — Жандарм
- Жан Лефевр — Жером